# Campeonato Piauiense de Futebol de 1987
O Campeonato Piauiense de Futebol de 1987 foi o 47º campeonato de futebol do Piauí. A competição foi organizada pela Federação Piauiense de Desportos e o campeão foi o Flamengo.

## Premiação
| Campeonato Piauiense de Futebol de 1987 |
| --------------------------------------- |
| FLAMENGO Bicampeão (13º título)         |